# Saint John-floden
Saint John-floden (engelska:  Saint John River, franska: fleuve Saint-Jean eller rivière Saint-Jean) är en flod i New Brunswick, Québec och Maine. Den utgör delar av gränsen mellan Kanada och USA, och den nedre delen har smeknamnet "Nordamerikas Rhen", då området är känt för båtliv, vattenskidåkning och simning. I Mactaquac i New Brunswick finns ett vattenkraftverk.

### Fotnoter
1. ↑  "Geography"